# Pedro de Oviedo y Falconi

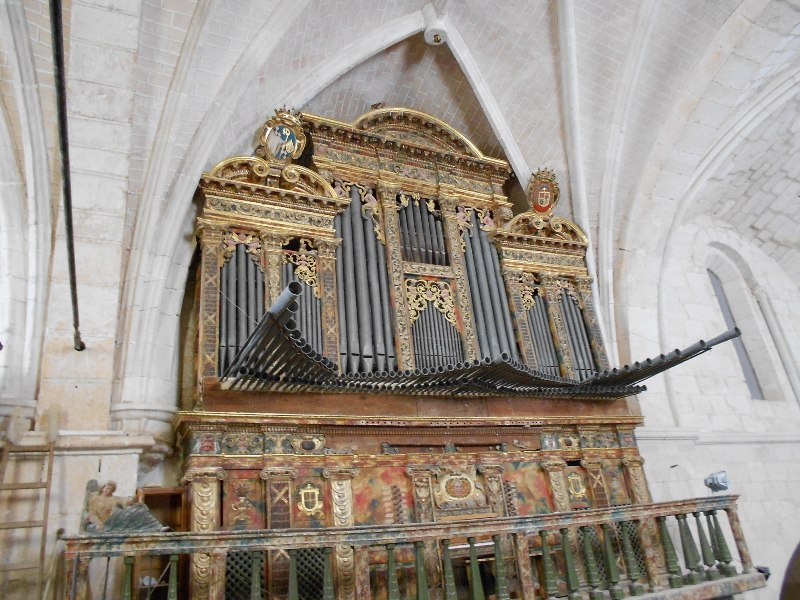
Órgano Barroco-regalo de Fray Pedro de Oviedo a su Monasterio Cisterciense de Santa María de Huerta

Fray Pedro de Oviedo, llamado Pedro de Oviedo y Falcony, nació en Madrid, hacia 1577. Monje cisterciense, ingresó al Monasterio de Santa María de Huerta, donde hizo su profesión solemne como monje. Fue catedrático de Artes y Teología en Alcalá y luego obispo-arzobispo de la Archidiócesis de Santo Domingo (actual República Dominicana), obispo-arzobispo de la Archidiócesis de Quito (Actual Ecuador) y obispo-arzobispo de Las Charcas (Actual Bolivia) que en el siglo XVII pertenecían al Virreinato del Perú. Falleció siendo arzobispo de las Charcas (actual Sucre, Bolivia), el 18 de octubre de 1649, después de dos años de servicio episcopal.

## Reseña biográfica

### Primera etapa de su vida

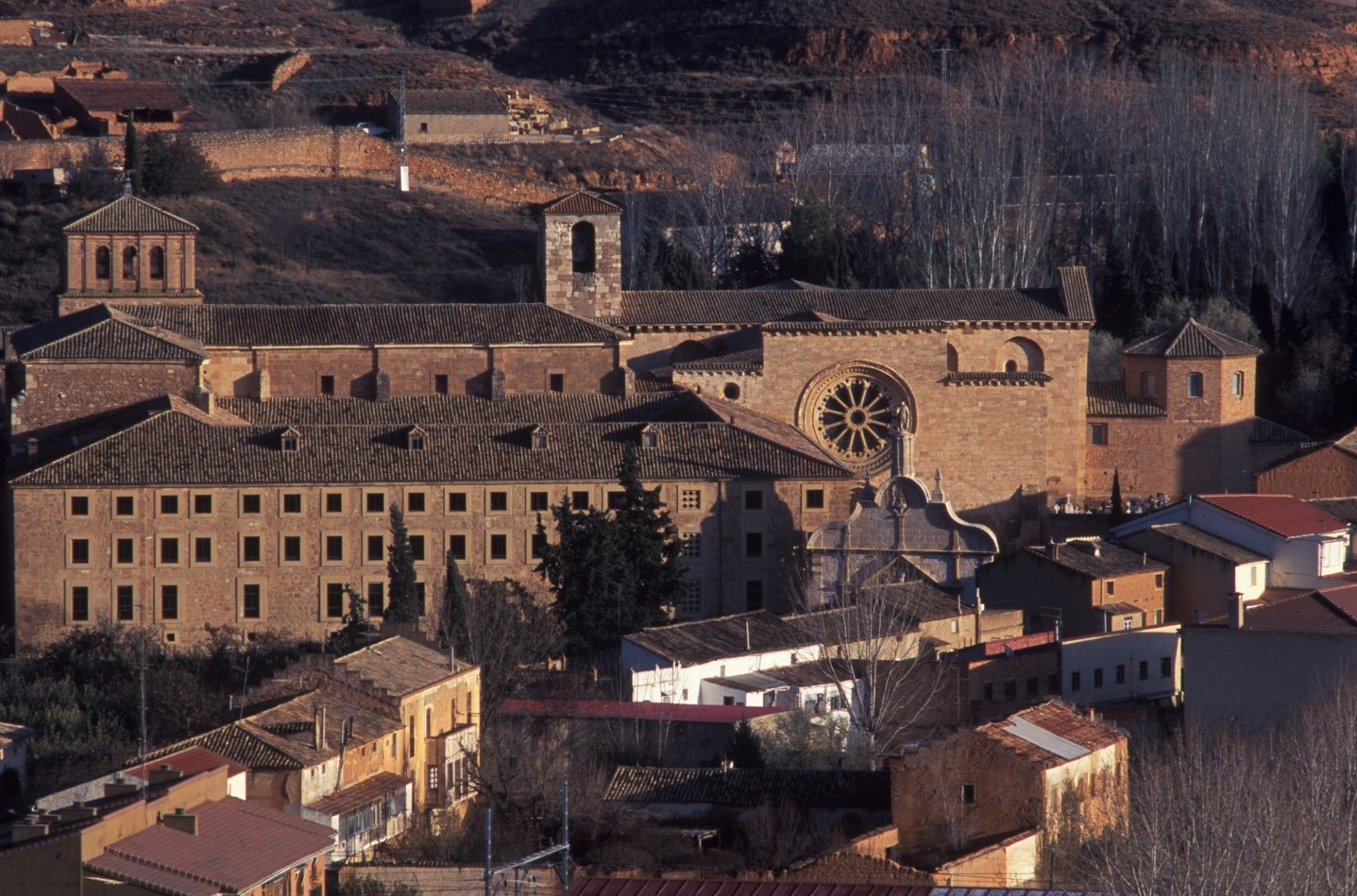
Monasterio Cisterciense Santa María de Huerta, en Soria, España. Vista panorámica del monasterio y el pueblo, que llevan el mismo nombre.

Pedro de Oviedo, hijo de padres asturianos, nace en Madrid, en fecha desconocida, pero suponemos al principio de la década de los setenta del siglo XVI (1577); ingresa en el Monasterio Cisterciense de Santa María de Huerta, en Soria, el 11 de diciembre de 1592, recibido por Fr. Luis de Rivera, profesando a principios de 1594, en manos de Fr. Bernardo Gutiérrez. 

Ese mismo año, es enviado juntamente con Fr. Ángel Manrique a estudiar filosofía al Colegio que tenía la Congregación en el monasterio de Meyra (Lugo). En 1596 pasa a Alcalá para cursar los estudios teológicos, con un mayor énfasis en la Sagrada Escritura; diez años después, explicará, durante tres años, Artes en el colegio de la Congregación en el monasterio de San Clodio (Orense). Acabados estos cursos lo hacen Lector en Alcalá, y en 1613 le mandaron graduarse; a la primera oposición gana la cátedra y luego pasa a la cátedra de Vísperas.

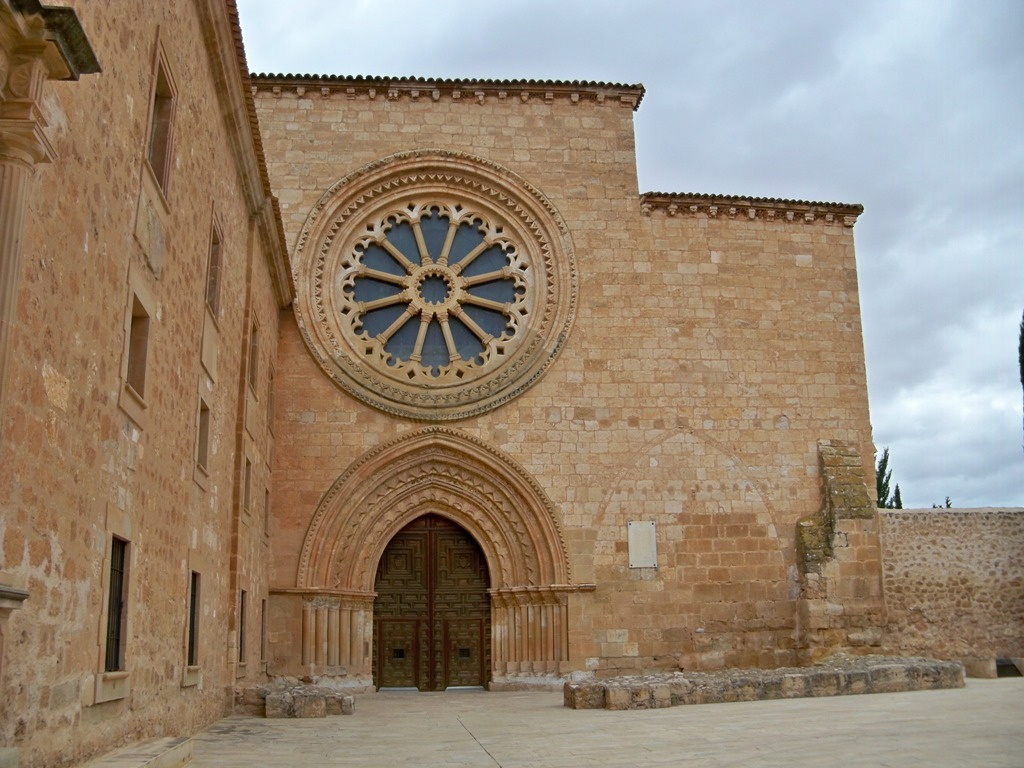
Entrada de la Iglesia

### Años de trabajo apostólico
De su labor universitaria pasa a la de gobierno; durante 10 años, de 1611 a 1621, alterna el cargo de abad del Colegio de Alcalá con el de Definidor General o Consejero en el gobierno central de la Congregación, hasta que en 1621 es promovido al obispado Santo Domingo, en Hispanoamérica, por nombramiento del rey católico (sine die) y el 3 de marzo se le concedió el palio; algunos amigos y admiradores habían intentado, sin conseguirlo, que fuera elegido General de la Congregación. Recibe la ordenación episcopal, en la capilla del Noviciado de la Compañía de Jesús, en Madrid, de manos del cardenal Spínola. La primera acción en su diócesis fue celebrar Sínodo. En el Arzobispado de Santo Domingo sucedió a Pedro Solier, O.S.A., que había sido antes Obispo de Puerto Rico. Celebró un Concilio Provincial de la Provincia Eclesiástica en 1622 y un Sínodo Diocesano en 1626. 
Poco duró aquí su labor, iniciada en 1623; a los cinco años, fue trasladado a Quito, Perú (en el siglo XVII Quito pertenecía al Virreinato del Perú. En la actualidad Quito es la capital de Ecuador), como su noveno obispo, el 14 de mayo de 1628. Estando aquí de obispo envió a Huerta dinero para la construcción del órgano barroco que está en la Iglesia. En esta diócesis desarrolló una fecunda labor durante más de dieciséis años,  pese a sus reiterados deseos de regresar a España.
Y de aquí, 20 años después, en 1645, es trasladado al arzobispado de la Plata, en Bolivia.

## Ministerio Episcopal
La obra más destacada de sus siete años en Santo Domingo fue la celebración del I Concilio Provincial de Santo Domingo (21 de septiembre de 1622-1º enero de 1623), al que asistieron en persona o por medio de delegados los obispos de las cinco diócesis que conformaban entonces la Provincia Eclesiástica de Santo Domingo. Ciertas dificultades creadas por la monarquía en cuanto a las decisiones del Concilio con respecto a la promoción de negros o mulatos a sagradas órdenes y la protección de la población indígena hicieron, que nunca recibiría la aprobación de Felipe IV. Aparte de sus visitas pastorales, algunas por medio de un visitador designado, otra obra de importancia fue un plan para clausurar el Asilo u Hospital de San Andrés (12 de febrero de 1625), que solo albergaba a cuatro pobres, y aplicar sus rentas a la dotación del Seminario Conciliar. 
Las mejoras en cuanto al profesorado y planes de estudio solo serían posibles una vez que el gobierno de Gabriel de Chávez Osorio devolviera a la Iglesia la propiedad de Seminario. La sencillez y entrega del arzobispo cisterciense queda demostrada, como comentaba Utrera, por el hecho de asistir diariamente al confesonario de la Catedral, como otro cualquiera de sus sacerdotes o como si fuese coadjutor de una parroquia pequeña del interior.
En total, ejerció su ministerio pastoral en aquellas tierras durante 28 años, distinguiéndose sobre todo por la pobreza, rayana en la miseria, al dar todo lo que poseía a los pobres y, a veces, sin tener con qué sustentar a su propia familia.  Su gobierno en la catedral de Sucre fue muy corto, solo duró dos años. Fray Pedro de Oviedo falleció el 19 de octubre de 1649 y fue sepultado en la Capilla de Nuestra Señora de Guadalupe de la Catedral de Sucre.  Años después sus restos mortales fueron trasladados a la Cripta de la Catedral donde descansan en la actualidad.

### Algunas de sus obras
-	Commentarium in Dialecticam Aristotelis.
-	Commentarium in Logicam Aristotelis.
-	Commentarium in Physicam Aristotelis.
-	Commentatium in Primam Partem D. Thomae
-	Commentarium in Primam secundae D. Thomae.

## Nombramientos
- Catedrático de Artes y Teología en Alcalá
- Arzobispo-obispo de Santo Domingo.
- Arzobispo-obispo de Quito (En el siglo XVII, pertenecía al Virreinato del Perú. Actualmente es la capital de Ecuador).
- Arzobispo-obispo de Las Charcas (En el siglo XVII, pertenecía al Virreinato del Perú. Actualmente pertenece a la archidiócesis de Sucre, en Bolivia).